# دهستان زیارت (دشتستان)
زیارت، دهستانی است از توابع بخش مرکزی شهرستان دشتستان در استان بوشهر ایران.

## جمعیت
براساس سرشماری سال ۱۳۸۵ جمعیت آن ۶٬۸۸۱ نفر (۱٬۵۲۵ خانوار) بوده‌است. مرکزاین دهستان یعنی روستای زیارت در فاصله ۱۵ کیلومتری غرب شهر برازجان (مرکز شهرستان دشتستان) و ۶۵ کیلومتری شمال شرقی بندر بوشهر (مرکز استان بوشهر) واقع شده‌است.
روستاهای دهستان زیارت عبارتند از: زیارت، بنارآبشیرین، دهنو، کلل، عیسوند، صفی‌آباد، چاه عربی، چاه خانی، جرافی، گزبلند و جمیمه.